# Казачкин, Евгений Владимирович
Евгений Владимирович Казачкин (3 августа 1952 — 10 апреля 1994) — советский и российский хоккеист, защитник. Мастер спорта международного класса.
Воспитанник казанского СК им. Урицкого, за который играл в 1969—1971 гг. Также выступал за московский «Спартак» (1971—1975, 1977—1978, 1979—1982), в составе которого в общей сложности провёл 259 матчей и забросил 19 шайб; ленинградский СКА (1975—1977); воскресенский «Химик» (1978—1979, 1982—1985); ярославский «Локомотив» (1985—1988), софийский «Левски-Спартак» (1989—1990) и глазовский Прогресс (1990—1994). За последний провёл 170 матчей, забросил 10 шайб и сделал 38 результативных передач.
Погиб в апреле 1994 года.

## Достижения
- Серебряный призёр чемпионата СССР — 1973, 1981, 1982[1].
- Бронзовый призёр чемпионата СССР — 1972, 1975, 1980, 1984[1].